# Provincia de Siquijor
Siquijor es una provincia insular en la región de Bisayas Centrales de Filipinas. Su capital es Siquijor.
Se llamaba Isla del Fuego por los españoles. Fue parte de Bohol hasta 1892 cuando se transfirió a Negros Oriental. En 1971, Siquijor devino una provincia independiente.
La provincia tiene una reputación mística, como una tierra de brujas y otros fenómenos sobrenaturales.
- Datos: Q13879
- Multimedia: Siquijor / Q13879